# Pękawka
Pękawka – wieś sołecka w Polsce położona w województwie mazowieckim, w powiecie ciechanowskim, w gminie Sońsk.
W latach 1975–1998 miejscowość administracyjnie należała do województwa ciechanowskiego.
Dawniej miejscowość ta leżała w obrębie poczty Ciemniewko, potem Gołymin, a obecnie poczty Sońsk.
Pękawka sąsiaduje z miejscowościami: Ciemniewo (2,9 km), Watkowo (1,1 km) i Olszewka (2,2 km).
Przez miejscowość przepływa rzeka Sona.